# Ladines (Sobrescobio)
Ladines (en asturiano y cooficialmente Llaíñes) es una parroquia del concejo asturiano de Sobrescobio. Se sitúa en la zona centroriental del concejo. Tiene una extensión de 14,07 kilómetros cuadrados y una población de 62 habitantes. Está a una altitud de 620 metros.

## Pueblos
- Ladines (capital), concentra prácticamente toda la población de la parroquia.
- El Varrillón
- La Vega Carral
- El Valle

## Edificios ilustres
- La Iglesia de San Pedro: data del siglo XV, aunque fue posteriormente reconstruida en 1640; en ella llaman la atención el rosetón y la clave de la puerta, en la que se puede contemplar una talla de la Cruz de los Caballeros de la Orden de Santiago.